# Barkóc
Barkóc (szlovénül: Bakovci) falu Szlovéniában, Muravidéken, Pomurska régióban. Közigazgatásilag  Muraszombat városi községhez tartozik.

## Fekvése
Muraszombattól (Murska Sobota) öt kilométerre délre fekszik a Ravensko tájegységen. Halmazjellegű település, amelyet átszel a Mokos patak, déli oldalán található a Mura holtága. Tengerszint feletti magassága: 186 méter. Területe 8,97 négyzetkilométer.

## Nevének eredete
A falu neve szláv eredetű, a „brekitza” szóból ered, amelyet a magyarok barkolca – barkóca – barkócafa alakban használtak. Jelentése: berkenye, másképpen süvöltin(körte). Magának a köznévnek az első említése 1257-ből való. A szlovén Bakovci többes száma a két valamikori községre utalhat.

## Története
A település 1323-ban a Buzád-Hahót nemzetség Hahót ágához tartozó alsólendvai Bánffy családbeli alsólendvai Bánffy Miklós birtoka volt, aki ebben az évben Károly Róbert királytól megerősítést kér és kap birtokaira, köztük Barkócra is. Az első írásos említése 1428-ban Balkoch, majd Barkoch (1436), Barkocz (1438), Barkolcz (1453), Barkowcz (1489), Barkowlcz (1500 körül) alakban fordul elő a korabeli forrásokban. Köznemeseké, köztük a Barkolczi, Keresztúri, Petróczi Kövér családoké volt. Később a muraszombati uradalom részeként a Széchy család birtoka. 1687-ben a Széchyek fiági kihalásával a Szapáryak és Batthyányak lettek a birtokosai.
A 19. század végéig két részből állt: Kis- és Nagybarkóc, ezek a század végén egyesültek. A két település a tótsági járásban feküdt, Vas megye egyik közigazgatási egységében.
A 19. századi egyházi anyakönyvekben még 14 nemesi család nevével találkozunk.
Lakóinak száma 1865-ben 424, 1899-ben 820, 1900-ban 987.
Szent Anna tiszteletére szentelt temploma 1890-ben épült. Korábban a falu évszázadokig Muraszombat filiája volt, plébániáját 1981. március 19-én alapították.
Vályi András szerint „BARKÓTZ. Elegyes lakosú tót falu Vas Vármegyében, lakosai katolikusok, nem meszsze fekszik Mura vizétöl a’ keménnyes allyai járásban, birtokos Urai G. Battyáni, és Gróf Szapáry Uraságok, határja jó, legelője tágas, réttyei gazdagok, fája tűzre elég, földgyei termékenyek, első Osztálybéli.”
Fényes Elek szerint „Kis- és Nagy-Barkócz, két vindus falu, Vas vármegyében, a muraszombati uradalomban, 608 k., 28 evang. lak. Sok nemes. Ut. p. Radkersburg.”
Vas vármegye monográfiája szerint " Barkócz, egykor nemesektől lakott vend község a stájer határon, 21 házzal és 831 r. k. lakossal. Postája és távirója Muraszombat. Van községi hitelszövetkezete. A Rosty-család innen veszi predikátumát."
1910-ben 1007, túlnyomórészt szlovén lakosa volt. A trianoni békeszerződésig Vas vármegye Muraszombati járásához tartozott. 1919-ben átmenetileg a Vendvidéki Köztársasághoz tartozott. Még ebben az évben a Szerb–Horvát–Szlovén Királysághoz csatolták, ami 1929-től Jugoszlávia nevet vette fel. 1921-ben 1075, 1937-ben 1141 lakosa volt (186 házzal). 1941-ben átmeneti időre ismét Magyarországhoz tartozott, 1945 után visszakerült jugoszláv fennhatóság alá. 1991 óta a független Szlovénia része. 2000-ben 1586, 2002-ben 1581 lakosa volt.

## Nevezetességei
Szent Anna tiszteletére szentelt római katolikus plébániatemploma 1890-ben épült.

## Híres emberek
Itt született 1771-ben nagy és kisbarkóczi Szmodis János veszprémi kanonok, apát, majd nagyprépost püspökhelyettes, egyházi író.